# Анталкідів мир
Анталкідів мир — мирний договір, укладений 387 або 386 до н. е. у Сардах після закінчення Коринфської війни 395—387 рр. до н. е. між Спартою, з одного боку, та коаліцією грецьких полісів на чолі з Афінами та Фівами — з іншого.
Договір названий за іменем глави спартанського посольства Анталкіда. Умови миру були продиктовані грекам Персією, яка воювала спочатку проти Спарти, а потім спільно зі Спартою проти Афін. Відповідно до його положень:
- під владу персів переходили грецькі міста Малої Азії, острів Кіпр та Клазомени;
- полісам Греції надавалась автономія, лише Лемнос, Імброс і Скірос були залишені під владою Афін;
- були розпущені усі політичні союзи, крім Пелопоннесського[1].

Неприйняття або невиконання умов Анталкідового миру загрожувало війною. Спостереження за виконанням умов договору було покладено на Спарту, що сприяло посиленню її гегемонії в Греції. Анталкідів мир призвів до втрати грецьких завоювань періоду греко-перських війн 500—449 рр до н. е., сприяв розвитку політичної роздрібненості Греції.